# Néo-lamarckisme

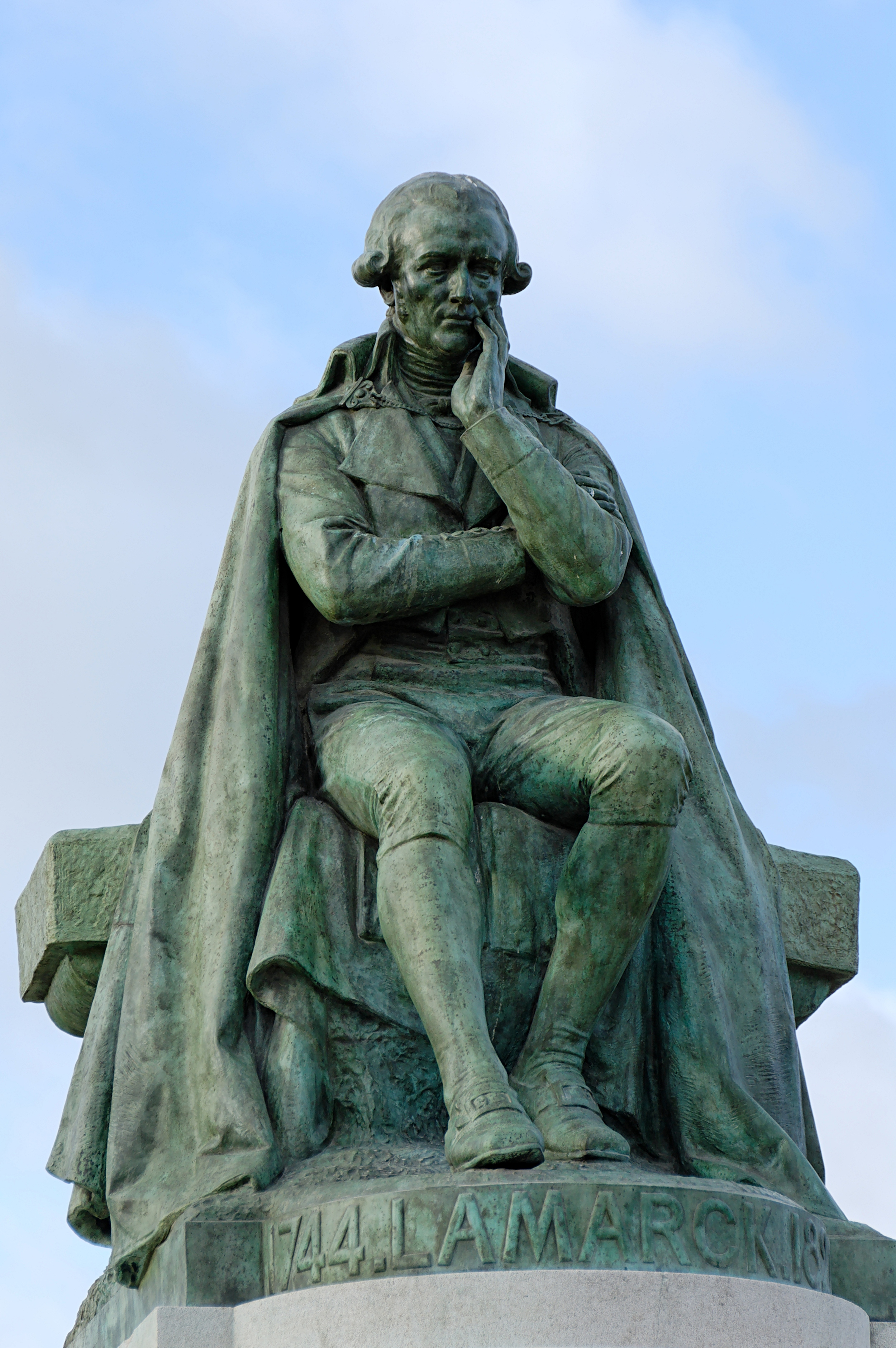
Jean Baptiste Lamarck.

Le néo-lamarckisme est un mouvement qui apparaît vers la fin du XIXe siècle et remet au goût du jour ce qui a été retenu de la théorie de Lamarck en se basant sur les nouvelles découvertes génétiques et les mécanismes cellulaires.

## Histoire
Depuis les dernières décennies du XIXe siècle, plusieurs courants scientifiques et idéologiques, s'étalant sur le XXe siècle, peuvent être identifiés parmi les savants qui maintiennent des objections au néodarwinisme :
- Le néolamarckisme européen
  - de Herbert Spencer (1820-1903) à William MacBride (1866-1940) en Grande-Bretagne
  - d'Edmond Perrier (1844-1921) à Alfred Giard (1846-1908), Félix Le Dantec (1869-1917), Yves Delage (1854-1920) et Étienne Rabaud (1868-1956) en France
  - d'Ernst Haeckel (1834-1919) en Allemagne à Paul Kammerer (1880-1926) en Autriche
- Le néolamarckisme américain
  - d'Edward Drinker Cope (1840-1897), Alpheus Spring Packard (1839-1905) et Alpheus Hyatt (1838-1902) à Henry Fairfield Osborn (1857-1935) et William McDougall (1871-1938) aux États-Unis
- Le néolamarckisme soviétique
  - Mitchourine (1855-1935) et Lyssenko (1898-1976) en URSS

En France, l’action en faveur de Lamarck se traduit par l’organisation d’un congrès international à Paris en 1947, sous l’égide du CNRS, sur le thème de « paléontologie et transformisme », dont les actes paraissent en 1950 chez Albin Michel. Il réunit nombre des plus grandes autorités scientifiques françaises : parmi les néolamarckiens, outre Pierre-Paul Grassé (1895-1985), y participèrent Lucien Cuénot (1866-1951), Pierre Teilhard de Chardin (1881-1955), René Jeannel (1879-1965), Maurice Caullery (1868-1958), Camille Arambourg (1885-1969), Jean Piveteau (1899-1991),...
En 2002, des chercheurs (Marcus Pembrey, professeur de génétique clinique de l'Institute of Child Health à Londres, en collaboration avec le chercheur suédois Lars Olov Bygren,) ont montré grâce à des analyses de généalogie et des études sur les habitants de la Suède que leur vie est influencée par le mode de vie de leurs grands-parents. Ainsi des grands-parents ayant connu la famine à des moments critiques peuvent influencer l’espérance de vie de leurs petits-enfants en augmentant le risque de développer des maladies cardio-vasculaires ou un diabète.

## Mécanismes de transmission des caractères acquis
Il existe plusieurs façons de transmettre des caractères acquis :  par la transmission de la mère à l’enfant de ses propres anticorps ou encore grâce à des mutations de génome dans les cellules somatiques et surtout grâce au mécanisme épigénétique. Nous allons orienter notre propos à ce niveau.
Lamarck donne le premier aperçu de l’épigénétique dans  « l’histoire naturelle des animaux sans vertèbres ». En 1815, Il écrit  « les facultés des animaux sont des phénomènes organiques et physiques » .  
L’épigénétique est un nouvel aspect de l’hérédité. La transmission héréditaire est due à des modifications des gènes sans agir sur les séquences des acides aminés . Ces modifications sont stables et réversibles.
L’épigénétique  est principalement basé sur trois processus :
- Méthylation de l’ADN :

Certaines bases de l’ADN peuvent être méthylées (cytosine précédée d’une guanine) ces méthylations permettent d’inactiver ou d’activer la mise en place de l’ARN polymérase sur le promoteur et empêchent donc la transcription.
- Modification de la chromatine :

La chromatine entoure les deux brins ADN,  elle est composée d’histone et permet d’enrouler et de protéger l’ADN. Cependant elle joue aussi un rôle dans la régulation de la transcription. Grâce à l’acétylation de la lysine, située au bout de l’histone, et qui  libère la chromatine, cela permet à différents facteurs de pouvoir atteindre alors l’ADN. La méthylation, elle, agit sur l’arginine et la lysine et a aussi un rôle dans la régulation de la transcription.
- Paramutation :

C’est une interaction entre deux allèles d’un unique locus où l’un a subi une modification épigénétique. On obtient alors un changement héréditaire du phénotype. Ce changement est considéré comme une exception aux lois de Mendel .

## Expériences
Les expériences suivantes montrent des exemples d’organismes chez lesquels un trait est apparu à la suite d'une modification épigénétique et qui est par la suite transmis aux descendants.

### Mémoire du stress chez les plantes
Certaines études ont montré que les plantes font parfois face aux différents stress environnementaux (température, humidité, disponibilité des nutriments du sol ou infection virale par exemple) en déstabilisant leur génome, au travers d’une augmentation du taux de recombinaison homologue dans les tissus somatiques, et que cette réponse pouvait être transmise aux générations suivantes.
Des plantes transgéniques du genre Arabidopsis ont été utilisées pour mettre en évidence ce phénomène. La nouvelle séquence implantée dans ces plantes comporte deux séquences chevauchantes (GU et US) du gène β-glucuronidase (GUS), séparées par un gène de résistance à l’hygromycine (antibiotique). Une recombinaison homologue entre les deux fragments produit un gène β-glucuronidase fonctionnel (GUS), détectable par coloration histochimique. Ici, le stress était induit par une exposition à des rayons UV-C (longueur d’onde 280-10 nm) qui augmente entre 2 et 4 fois la fréquence de recombinaison homologue des tissus somatiques (des résultats similaires peuvent être obtenus par l’injection dans la plante de peptides issus d’un pathogène qui imite son attaque).
La fréquence de recombinaison resta haute dans les 4 générations suivantes (autofécondation), suggérant que la mémoire de stress serait un phénomène basé sur un mécanisme épigénétique plutôt que génétique. Une série de croisements entre individus transgénique ou non et stressé ou non montra que les descendants peuvent hériter de cette mémoire par un seul des parents (mâle ou femelle) et que l’information épigénétique présente sur un chromosome peut influencer l’autre (le croisement entre plante transgénique non stressée et plante non transgénique stressée donna un descendant avec un gène β-glucuronidase fonctionnel).
Les mécanismes dirigeant ce processus sont inconnus mais il est possible que l’organisation de la chromatine joue un rôle dans la régulation de la recombinaison homologue, et qui pourrait s’apparenter à un phénomène de paramutation .

### Le rôle desrétrotransposonset de latranscriptase inverse
Depuis les années 1970, les études sur les cellules germinales mâles et la transcriptase inverse (RT) ont montré que les spermatozoïdes murs sont un lieu d’intense expression de gènes codant la transcriptase inverse (rétrotransposons) et que ces cellules ont la capacité d’ « absorber » de l’ADN ou de l’ARN étranger présent dans le milieu. Ainsi, ces mécanismes pourraient permettre aux spermatozoïdes de produire des rétrogènes (rétrotransposons ne codant pas la RT) biologiquement actifs. 
Ces découvertes sont quelque peu paradoxales dans le sens où les cellules germinales sont garantes de la transmission « honnête » de l’information génétique spécifique à un individu jusqu’à sa descendance. C’est pour cela que ces cellules ont mis en place des systèmes de protection pour éviter les évènements de rétrotransposition.
Il a été montré chez des souris que de l’ARN extracellulaire absorbé par des spermatozoïdes (et rétrotranscrit en ADN) pouvait être délivré à l’oocyte à la fertilisation, puis transmis aux embryons (2 et 4 cellules) et enfin propagés (irrégulièrement) dans les tissus du descendant à l’âge adulte. Les individus issus de cette fécondation peuvent transmettre ces molécules d’ADN à leurs descendants, de manière non mendélienne, et qui seront aussi irrégulièrement propagées dans leurs tissus à l’âge adulte. Le fait que ces molécules d’ADN soient irrégulièrement distribuées dans l’organisme et que leur hérédité soit non mendélienne et des études ultérieures suggèrent que ces molécules ne sont pas intégrées au chromosome, et restent probablement dans le spermatozoïde sous forme d’épisome, et que leur reproduction est indépendante de celle de l’ADN nucléaire. 
Étant donné que l’ARN internalisé par les spermatozoïdes peut contenir à peu près n’importe quelle information génétique, il est possible qu’un nouveau trait phénotypique soit ainsi transmis à la descendance par ce processus.

### Exemple d'un phénomène épigénétique: la paramutation chez la souris

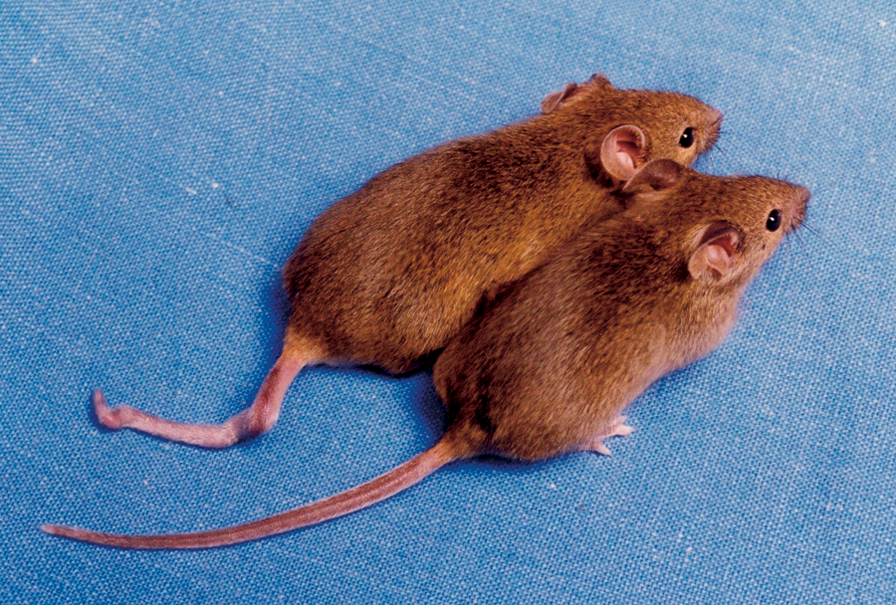
souris.

Kit est un gène de souris codant une tyrosine kinase et impliqué dans l'hématopoièse, dans la différenciation des cellules germinales et dans la mélanogenèse. Des souris hétérozygotes (génération 1), possédant l'allèle sauvage Kit et l'allèle Kit(tm1alf) (créé par l'insertion de Lac-Z juste en aval du site d'initiation de la traduction), sont viables et possèdent le phénotype visible et caractéristique "bout de queue blanche" tandis que les souris homozygotes Kit(tm1alf) meurent.
Tous les descendants issus du croisement (génération 2) entre ces souris hétérozygotes et des souris homozygotes pour l'allèle sauvage Kit sont de phénotype "bout de queue blanche". Ceci est contraire aux lois de Mendel qui prédirait les proportions suivantes chez les descendants : la moitié de phénotypes sauvages et la moitié de phénotypes "bout de queue blanche". Ces résultats s'expliquent par le phénomène de paramutation : l'allèle Kittm1alf dit "paramutagène" induit un changement de l'allèle Kit dit "paramutable".
De plus, les croisements entre ces mêmes descendants et d'autres souris homozygotes pour l'allèle Kit donnent également naissance à des souris (génération 3) de phénotype "bout de queue blanche". On en conclut que l'allèle paramutable Kit est devenu paramutagène chez les souris de la génération 2, on parle donc d'allèle Kit*.
L'allèle Kit* a un taux de transcription plus élevé. Mais de nombreux transcrits issus de cette transcription sont aberrants. Et ces mêmes transcrits aberrants sont retrouvés en grande quantité dans le sperme de la souris et pourraient être à l'origine de la paramutation de l'allèle Kit sauvage dans le zygote.
Conclusion : dans cette expérience, ce seraient les transcrits qui seraient responsables de la (para)mutation.

### Un exemple de paramutation chez le maïs
Comme nous allons le voir, les ARN peuvent être à la base d’un changement de chromatine qui induira une paramutation.
Le gène b1 code un facteur de transcription qui régule la pigmentation des tissus en intervenant dans la synthèse de l’anthocyanine. BI et B’ sont deux allèles de ce gène. L’allèle BI est paramutable et a un fort taux d’expression tandis que l’allèle B’ est paramutagène et s’exprime faiblement. Les allèles qui sont impliqués dans la paramutation de ce gène possèdent une séquence de 853 paires de bases (pb) qui est répétée sept fois et située 100 kilobases (kb) en amont du site d’initiation de la traduction.
Il a été observé que le faible taux d’expression de l’allèle B’ était dû au fait que les sept exemplaires de la séquence répétée étaient plus méthylés et que la chromatine était plus compacte par rapport à l’allèle BI.
Mais on ne connaît pas les mécanismes d’action de ces sept séquences sur l’expression du gène b1.
Pour savoir quel type d’interaction existe entre les deux allèles impliqués dans la paramutation, les recherches se sont tournées vers le gène Mop1 qui code une ARN polymérase. En effet, il semblerait que cet ARN polymérase ait pour rôle de fabriquer des petits ARN interférents (pARNi) résultant de la transcription de la séquence répétée sept fois 100 kb en amont du gène b1.
On pense donc que ces petits ARN interférents sont responsables de la paramutation via des mécanismes complexes encore méconnus.
Pour explorer encore plus profondément cette question, il faudrait comprendre pourquoi lorsqu’il n’y a qu’une séquence répétée en amont d’un allèle neutre (ni paramutagène, ni paramutable), le taux de petits ARN interférents est le même que quand cette séquence est répétée sept fois. Il faudrait également voir si le fait que le gène Mop1 soit pléiotrope (Mop1 agit également au niveau de la floraison, de la santé et de la taille de la plante) influe sur le phénomène de paramutation.

## Discussion

### Pourquoi un retour du néo-lamarckisme?
Le néo-lamarckisme connaît donc un certain renouveau dans la communauté scientifique à la faveur d’un ensemble très important de découvertes dans les domaines de la microbiologie et de la biologie moléculaire. En effet ce faisceau de recherche vient, si ce n’est contredire, du moins moduler fortement les dogmes de la théorie de l’évolution et la théorie synthétique de l'évolution (aussi appelé néo-darwinisme)
Depuis la théorie synthétique, les biologistes considèrent que le système génétique est le seul responsable de l'hérédité des variations phénotypiques, et cette transmission entre les générations est largement indépendante des changements environnementaux.
Cependant, de nombreuses hérédités « non génétiques » sont actuellement admises, et permettent une transmission des caractères induits ou appris. Nous pouvons citer en premier lieu les phénomènes épigénétiques, mais également les mutations adaptatrices, l'hérédité comportementale, l'hérédité supportée par les relations sociales, le langage, les symboles, etc..
C’est principalement le strict hermétisme du génotype de la lignée germinale comme elle a été écrite par Weismann qui est aujourd’hui remis partiellement en cause par les scientifiques.
En effet il implique que les descendants n’héritent que de l’information génétique provenant des noyaux de la lignée germinale des parents, et que ces noyaux ne reçoivent aucune information provenant de la lignée somatique. 
De façon aléatoire, dans la lignée germinale et l’évolution n’a donc d’impact que sur celle-ci. Cette théorie interdit de facto toute hérédité des caractères acquis ou induits par l’environnement.
Plus généralement le néo-darwinisme admet qu’il n’y a que l’information génétique qui est transmise aux descendants, portée par les chromosomes de la lignée germinale. Ceci implique que les phénotypes transmis aux descendants doivent respecter la ségrégation méiotique, c'est-à-dire les lois de Mendel.
Or de nombreuses études mettent en lumière des hérédités violant ces lois, le plus souvent supportées par des mécanismes épigénétiques, comme par exemple les paramutations ou bien l’ « absorption » d’ADN exogène dans les spermatozoïdes de nombreux métazoaires.
Ces exemples relancent donc le débat sur la possibilité que l’environnement puisse avoir une « empreinte » sur l’hérédité, et démontrent la transmission de caractères induits, ce qui équivaut à une certaine hérédité des caractères acquis, concept associé dans la littérature au néo-lamarckisme.
Cependant ces phénomènes épigénétiques héritables ont généralement un impact qui se dilue au fil des générations, ou bien un aspect réversible. La portée de ces variations est de quelques générations et ne peuvent donc pas être le principal support de l'évolution.
Elles ne se substitueraient donc pas à l'hérédité du système génétique, mais serait responsable d'une certaine modulation de celui-ci.
Les historiens des sciences ont diverses explications à cette résistance à la théorie synthétique de l'évolution qui vont d’un « patriotisme » exacerbé (les scientifiques français voulant réhabiliter Lamarck) aux conséquences d’un catholicisme imprégnant toutes les couches de la société,.

### Le rôle des mécanismes épigénétiques dans l'évolution.
Un des principaux enseignements de Darwin est de nous montrer qu'une des principales qualités de la Vie est son pouvoir d’adaptation aux variations de son environnement dans l'espace et dans le temps.
Il y a plusieurs échelles temporelles dans ces variations environnementales
- Les variations rapides, de l'ordre de la génération, auxquelles les organismes répondent par la plasticité phénotypique. Non héritable celle-ci n'a donc pas d'influence directe dans l'évolution.
- Les variations longues, de l'ordre des temps géologiques. Elles expliquent la macroévolution, et la modification des phénotypes sur des centaines ou milliers de générations.

Cependant il existe également des variations de l'environnement d’échelles de temps intermédiaires, de l'ordre de quelques dizaines de générations. Or la variation génétique ne peut pas répondre à ces variations. En effet, l'impact des mutations génétiques sur l'évolution des phénotypes peut être très long avant de donner des caractères nouveaux, du moins chez les organismes pluricellulaires.
La réponse à ces variations intermédiaires serait cette hérédité épigénétique. L'évolution aurait sélectionné des mécanismes de variation phénotypique rapides, héritables sur quelques générations
En effet un certain nombre de phénomènes épigénétiques agissent comme des « interrupteurs » moléculaires, modulant l’expression des gènes, et permettant ainsi à l'organisme d'avoir un « panel phénotypique » large afin de s’adapter rapidement à l'environnement.
De plus l'avantage de ces mécanismes épigénétiques, assez complexes, par rapport à des mécanismes de modulations transcriptionelles plus simples, serait justement cette hérédité.
Ainsi un premier organisme modifierait au cours de sa vie un ou plusieurs caractères en réponse à l’environnement par « switch » épigénétique induit par un certain nombre de censeurs de l’environnement.
Si cette modification donne un avantage reproductif et qu’il transmet cette variation à ses descendants, ils bénéficieront eux aussi de cet avantage reproductif.
Ici il n’y a pas eu modification de la séquence d’ADN. Ainsi, si après quelques générations les conditions abiotiques reviennent à leurs conditions initiales, les descendants pourront rapidement se « réadapter », car ayant déjà potentiellement toute l’information génétique pour cela.
Dans la nature on observe de nombreux cas où les phénotypes ne suivent pas la fréquence de modification qu’il devrait avoir si l’on tient compte uniquement de l’horloge des mutations génétiques.
En effet il existe des phénotypes qui ne subissent des variations sur des temps assez cours, de l’ordre de quelques générations, mais aussi très longs (on parle de canalisation).
Il existerait donc des « échelles de l'évolution » supportés par des mécanismes biologiques différents afin de répondre à des variations de l'environnement d'échelles de temps variées.
Cette « plasticité héritable » a un donc un enjeu fondamental très important pour la compréhension de l'évolution, particulièrement dans la période actuelle où les organismes doivent faire face à une pression de sélection très forte, en grande partie due à l’homme, mais aussi pour comprendre comment les populations naturelles vont s’adapter au réchauffement climatique.